# Lucy Patané
Lucía "Lucy" Patané (Bernal, 12 de junio de 1985) es una baterista, guitarrista, multiinstrumentista, compositora y productora musical LGBT argentina. Es parte de proyectos tales como La Cosa Mostra y Las Taradas. Su primer disco solista, "Lucy Patané" (2019), fue distinguido con el Premio Gardel a Mejor Álbum de Rock Alternativo 2022.

## Biografía
Proveniente de una familia musical, Patané comenzó a tocar la batería a los 5 años, el bajo a los 9 (en Sangre Azul, la banda de su hermana mayor) y la guitarra criolla a los 13. Tuvo la posibilidad de experimentar en el garaje de su casa donde su padre, Ricardo Patané (también conocido como Richard Limbo), tenía su estudio de grabación. Con Sangre Azul llegaron a tocar en el Samovar de Rasputín, en Hard Rock Café, en el programa Badía & Compañía (canal 9), y en Top Kids (ATC).
Luego de un paso por la EMPA, Patané se formó en Escuela Tecson, estudiando allí buena parte de la carrera de ingeniería de grabación. No obstante lo cual, es principalmente autodidacta.

## Trayectoria
Tuvo sus comienzos en la banda de hardcore-punk Panda Tweak, de la cual formó parte por casi 7 años, desde 2003.
Luego fue parte de La Cosa Mostra y Las Taradas (ambas bandas creadas junto a Paula Maffia), de El Tronador y formó un dúo con Marina Fages.
Compuso bandas de sonido para televisión, series, documentales y cine de ficción. Trabajó como productora y técnica de sonido (mezcla y masterización), en distintos discos de proyectos como Los Rusos Hijos de Puta, La Cosa Mostra, Las Taradas, Las Grasas Trans, Marina Fages, Jazmín Esquivel, Maca Mona Mu, Mariana Michi, Gastón Massenzio, entre otros.
Es una de las fundadoras de Mercurio Disquería, proyecto creado en 2012 que cuenta con un local ubicado en la Ciudad Autónoma de Buenos Aires, donde se ofrecen, exclusivamente, discos nacionales independientes, con el principal objetivo de difundirlos.
Patané fue parte del colectivo que promovió el proyecto de Ley de cupo femenino en festivales.
En 2018 fue convocada a formar parte de la residencia artística Zona LAMM – Laboratorio de Artes Musicales para Mujeres en Belo Horizonte, Brasil.
En 2019 estrenó su primer disco solista titulado "Lucy Patané", el cual le valió, al año siguiente, un Premio Gardel al Mejor Álbum de Rock Alternativo.
En 2022 realizó su primera gira por Europa, presentándose en España, Francia, Islandia y Portugal.
En 2018 ffue convocada a la residencia artística zona LAMM, en Brasil. En 2019 fue jurado en la edición 2019 de La Bienal, formando parte del comité de selección.

## Premios y reconocimientos
- 2018 - Fue ganadora del Concurso de Obra Inédita (categoría rock) del Fondo Nacional de las Artes.[22]
- 2020 - Ganó el Premio Gardel al Mejor Álbum de Rock Alternativo por su primer disco solista, "Lucy Patané" (2019).[4][5]
- 2025 - Ganó el Premio Konex por su trayectoria como productora artística en la última década.[24]